# 土浦信子
土浦 信子（つちうら のぶこ、1900年9月22日 - 1998年12月11日）は、日本の建築家、画家。近代建築の先駆者であったフランク・ロイド・ライトの弟子。東京府東京市本郷区出身。旧姓・吉野。

## 最初の年
宮城県仙台市で吉野作造の長女として生まれた。父は著名な政治学者で、彼を介してのちに結婚した建築家の土浦亀城と出会った。1919年3月、 東京女子高等師範学校附属高等女学校を卒業した。
1923年、夫の土浦亀城と共にアメリカに向けて出発、フランク・ロイド・ライトのスタジオ（カリフォルニア州ロサンゼルスとウィスコンシン州スプリンググリーン）で2年あまり働き、1925年末にアメリカ大陸を車で横断した後、東京に戻った。

## 軌跡
1926年に帰国後、夫とともに1930年代半ばまでに、自邸（五反田、1931年と目黒、1935年）を含む多くの住宅を設計した。その中にはチェコスロバキアの建築家ベドジフ・フォイエルシュタインと協働した斎藤会館（仙台、1929）と地下鉄ビル（東京、1929）の2つのコンぺもある。 後者については、土浦信子がデザインを担当し、チームは「200円」の賞金を獲得した。 
目黒の自邸 は、白いボリューム、深いひさしと大きな窓の構成に国際的・近代的なスタイルが反映され、  吹き抜けのあるスキップフロアの内部空間には、ライトの空間の影響がある 。
彼らは木造乾式工法を用いて、材料の標準化を達成し、建設の効率を改善するよう努めた。
その他のプロジェクトとしては、朝日新聞主催「新時代の中小住宅」懸賞設計（1929年、土浦信子の名前で発表）や大脇邸（Owaki House、1930年、Demolido）、 谷井邸（Yatsui House、1930年、Demolido）、徳田ビル （東京、1933年Demolido）、 野々宮アパート（東京、1936、Demolido）、強羅ホテル （箱根、1938年  Demolido）などがある。    
土浦亀城建築事務所での土浦信子は、主にインテリアデザインに専念したが、1937年頃、建築を断念し、「レディースカメラクラブ 」の会員になって写真作品を制作、戦後は抽象絵画を描き続けた。  